# Johann Testede
Johann Testede († 18. September 1495 in Lübeck) war ein deutscher Kaufmann und Ratsherr der Hansestadt Lübeck.

## Leben
Der Kaufmann Johann Testede war Mitglied der Kaufleute-Kompagnie in Lübeck. Er wurde 1489 in den Lübecker Rat erwählt. 1493 gehörte er zur Lübecker Gesandtschaft an den von König Johann I. von Dänemark einberufenen Landtag in Segeberg, zu dem auch die Lübecker eingeladen wurden. 1494 verhandelte er erneut mit Johann I. in Reinfeld und im gleichen Jahr vertrat er Lübeck auf dem Hansetag in Bremen. Testede wurde 1495 Mitglied der patrizischen Zirkelgesellschaft. Er bewohnte das Haus Mengstraße 20.